# Kefar Mordechaj
Kefar Mordechaj (hebr.: כפר מרדכי) – moszaw położony w samorządzie regionu Gederot, w Dystrykcie Centralnym, w Izraelu.
Leży w pobliżu miasta Aszdod.

## Historia
Moszaw został założony w 1950 przez imigrantów z RPA, Szkocji i Anglii. Został nazwany na cześć Mordechaja Eljasza, pierwszego ambasadora Izraela w Wielkiej Brytanii.

## Gospodarka
Gospodarka moszawu opiera się na intensywnym rolnictwie, hodowli krów i drobiu.